# Arhopala atosia
Arhopala atosia är en fjärilsart som beskrevs av William Chapman Hewitson 1863. Arhopala atosia ingår i släktet Arhopala och familjen juvelvingar. Inga underarter finns listade i Catalogue of Life.

## Bildgalleri

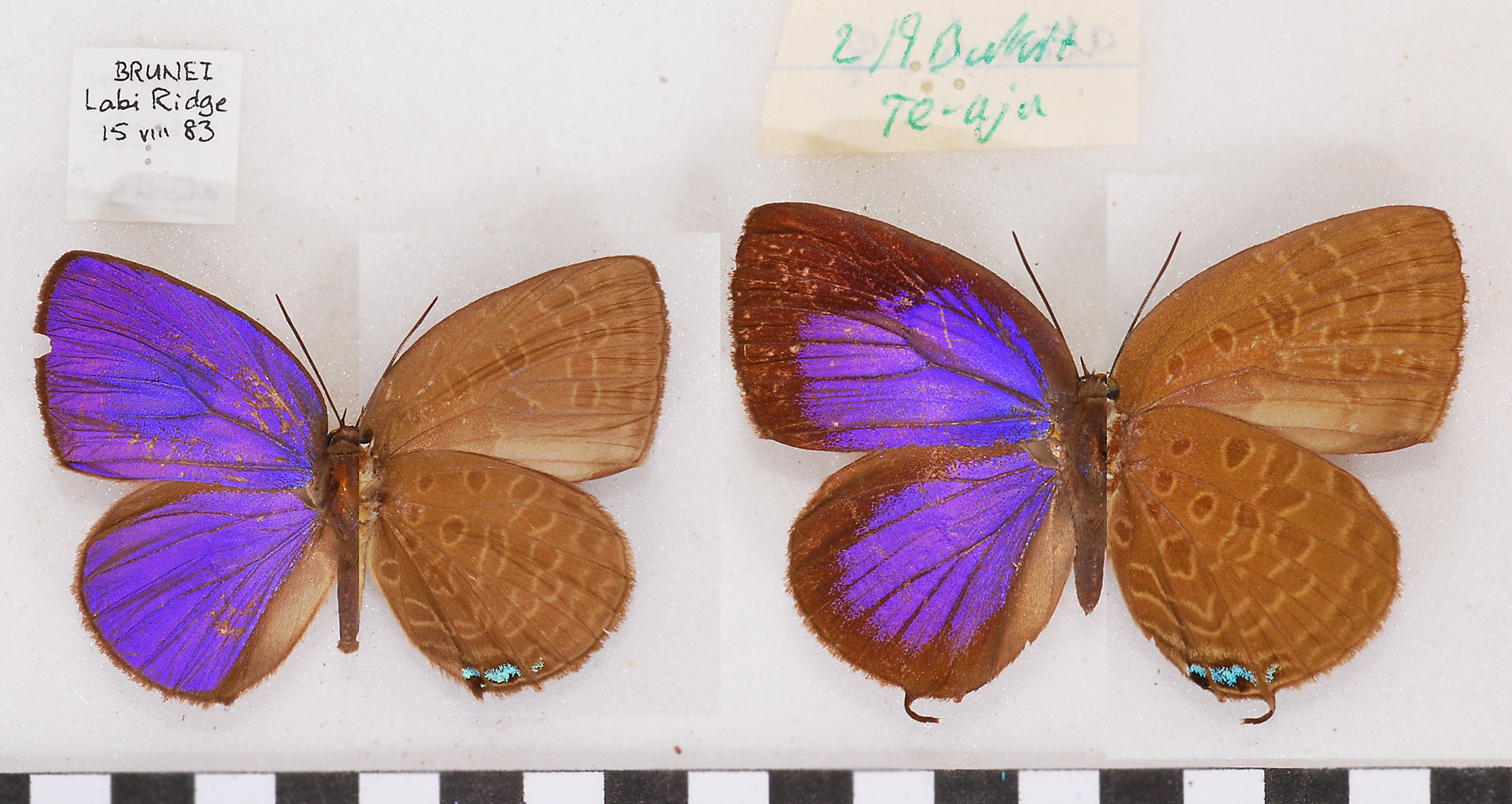
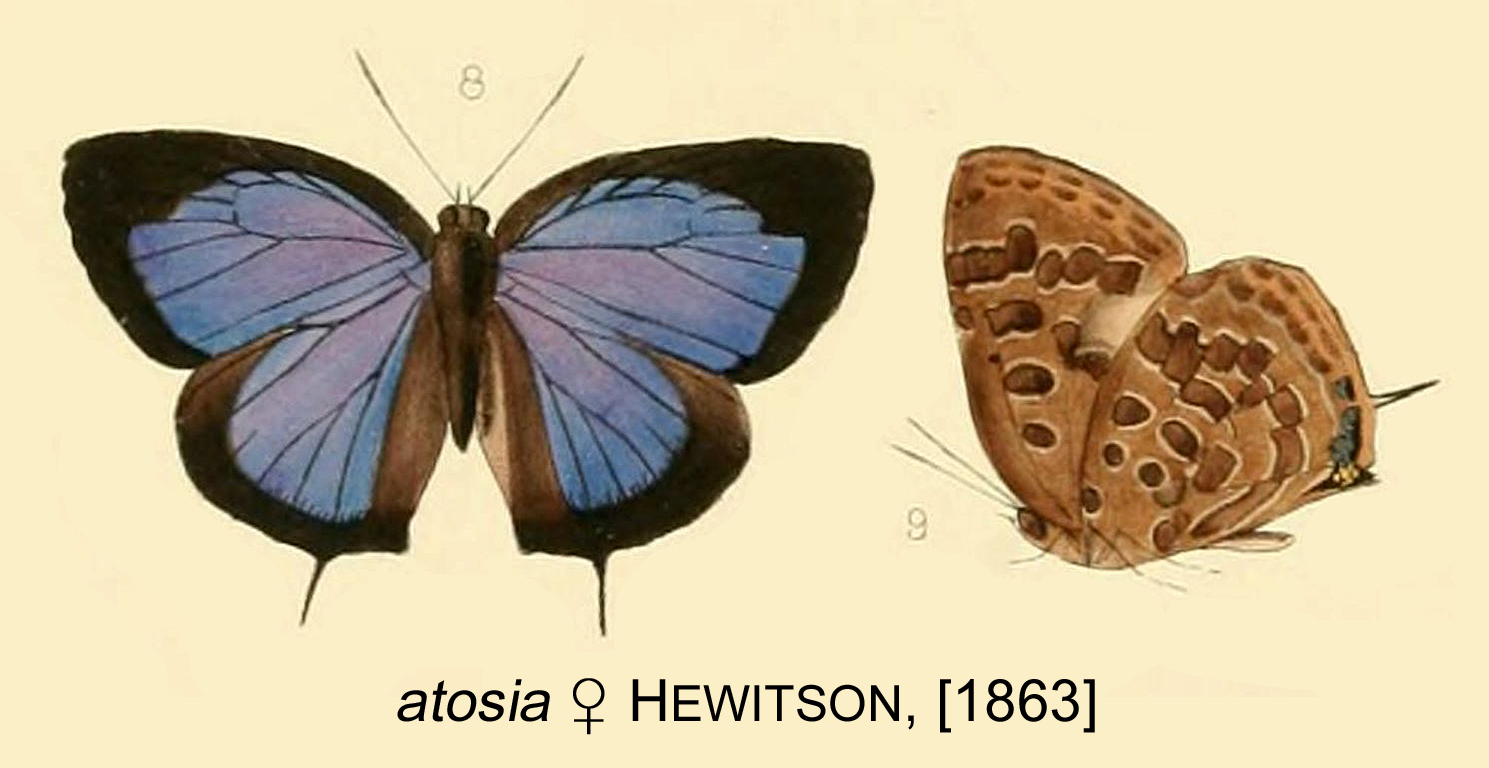
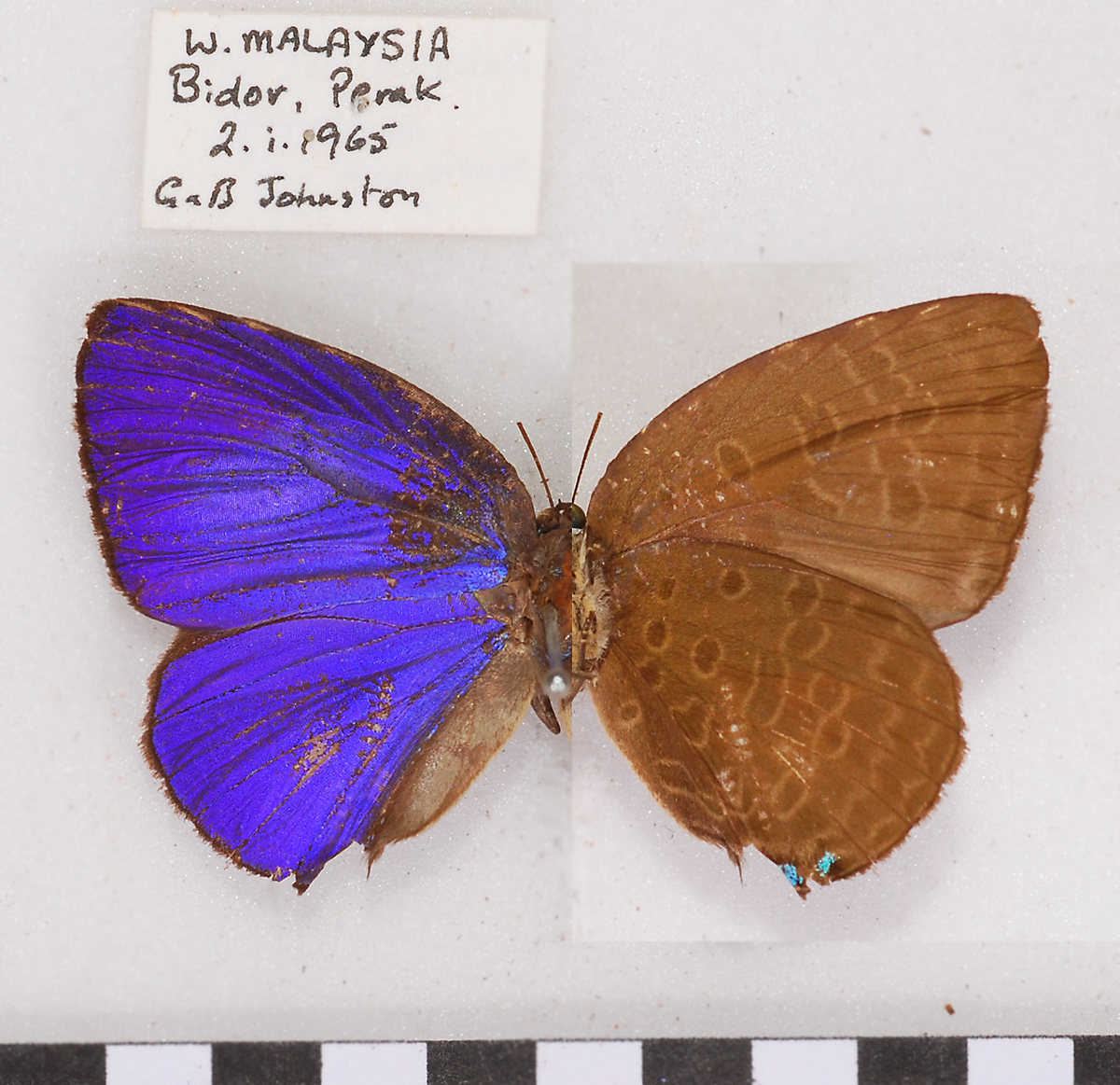
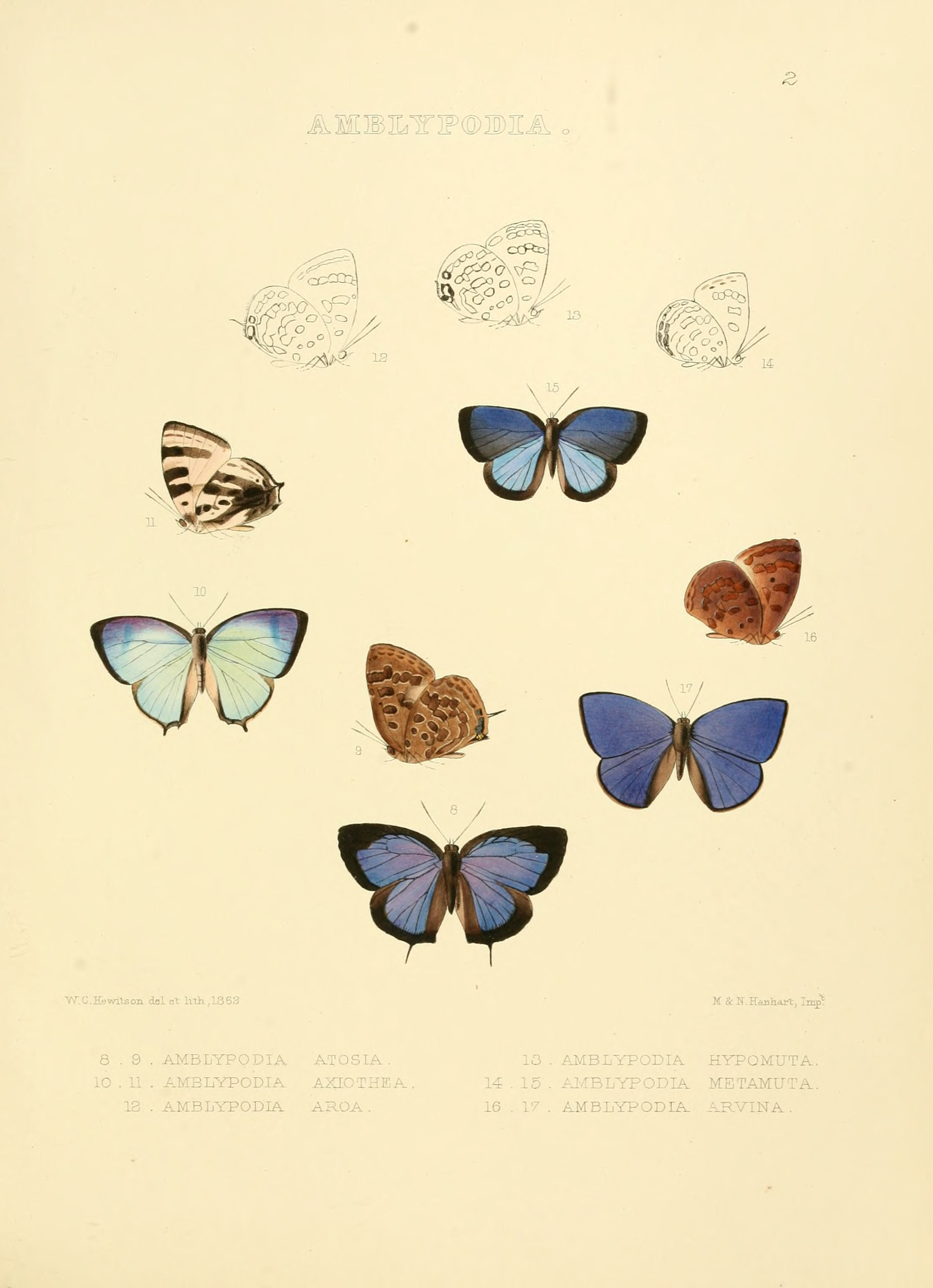